# 18192 Craigwallace
18192 Craigwallace (2000 QP90) là một tiểu hành tinh vành đai chính được phát hiện ngày 25 tháng 8 năm 2000 bởi nhóm nghiên cứu tiểu hành tinh gần Trái Đất phòng thí nghiệm Lincoln ở Socorro.